# Okulering

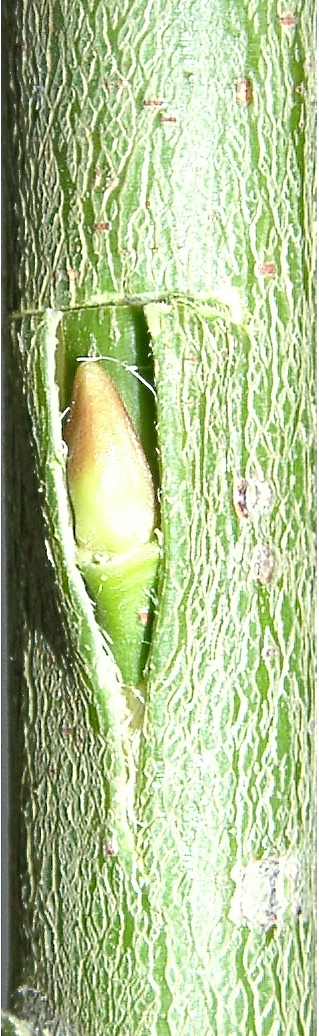
Okulerad stam

Okulering är då man ympar in barkbit med grenanlag (meristem) innanför barken på annan växt av annan art eller sort. Vanligt förekommande vid växtförädling av fruktträd och rosor. Vid dessa tillfällen sker ingreppet så nära roten som möjligt, det vill säga på rothalsen. Denna typ av växtförädling skapar varken nya arter eller släkten utan räknas bara till gruppen växtförädlingar, då förökning är uteslutet. För att få en ny underart så måste en korsbefruktning ske. 

## Historik
I Vergilius bok Georgica från cirka 50 f.Kr. finns en dikt som noggrant beskrivit hur förökning av fruktträd går till. Denna bok användes av klostren som lärobok i jord- och trädgårdskunskap. Man kan med ganska stor säkerhet anta att det även var munkarna som tog med sig kunskapen att ympa och okulera fruktträd till Sverige.